# Benjamin Stark
Benjamin Stark (26 tháng 6 năm 1820 - 10 tháng 10 năm 1898) là một thương gia người Mỹ và chính trị gia ở Oregon. Là người gốc Louisiana, ông mua một số vùng của đất cho thành phố Portland. Sau đó ông phục vụ trong Nhà Oregon viện trước khi được bổ nhiệm vào Thượng viện Hoa Kỳ vào năm 1860 sau cái chết của Edward Dickinson Baker. Một đảng Dân chủ, Stark phục vụ trong Thượng viện từ năm 1861 đến năm 1862. Sau đó ông phục vụ trở thành Hạ viện Connecticut.

## Cuộc đời và sự nghiệp
Benjamin Stark đã được sinh ra tại New Orleans, Louisiana, ngày 26 tháng 6 năm 1820. Gia đình ông chuyển đến Connecticut, nơi ông tốt nghiệp từ Liên Trường ở New London sau khi nghiên cứu các tác phẩm kinh điển. Stark sau đó tốt nghiệp Học viện Hebron ở Maine. Từ năm  1835 đến năm 1845, ông tham gia vào các hoạt động buôn ở thành phố New York và đọc luật.

## Oregon
Năm 1846, ông đã mua một nửa trong số 640 bản mẫu Asa Lovejoy và tạo nên những tuyên bố ban đầu đến thành phố trong tương lai cho 390 đô la tiền mặt. Stark đã mua đất để đầu cơ chứ không phải là một ngôi nhà hoặc tài sản thương mại, và do đó, ông tiếp tục chèo thuyền như một thương gia và thăm khẳng định này chỉ thỉnh thoảng. Mặc dù thường xuyên vắng mặt về kinh doanh, Stark là một nhà lãnh đạo dân sự đầu Portland. Ví dụ, ông đã dẫn dắt Tam thành phố, thành viên, trong đó là một biểu tượng trạng thái ở thời điểm đó.
Năm 1848, ông lên đường đi tới San Francisco để tham gia California Gold Rush và là một thương gia có từ năm 1849 đến năm 1850. Khoảng thời gian Stark rời San Francisco vào năm 1850 để thiết lập cửa hàng ở Portland, ông phát hiện ra yêu cầu của mình đã bị tranh cãi.
Tại một cuộc họp ở San Francisco với Daniel H. Lownsdale, Stark đạt được thỏa thuận với các bên liên quan khác cho danh hiệu duy nhất Stark đến một phần hình tam giác mà bây giờ là trung tâm thành phố Portland giữa sông Willamette, Stark Street, và Ankeny Street. Đổi lại cho bỏ phần còn lại của yêu cầu bồi thường, Lownsdale, Coffin, và Chapman trả Stark cho đất mà họ đã bán được trên diện tích của mình, đó là khoảng 48 mẫu Anh và bao gồm hầu hết những gì sau đó đã được trung tâm thành phố. Sau đó, một cuộc tranh chấp giữa các bên phát sinh sau khi Stark từ chối một phần với hai khối hẹp cần thiết để kết nối các khối công viên.

## Sự nghiệp chính trị
Ông được kết nạp vào thanh cùng năm và năm 1852 đã trở thành một thành viên của nhà lãnh thổ của Hạ viện Oregon. Trong cơ quan lập pháp, ông là một đại diện cho Whig Quận Washington, mà tại thời điểm đó bao gồm Portland. Stark là một đại tá và phục vụ trong năm 1853 tình trạng thù địch giữa người định cư và người Mỹ bản địa trong các sông Wars Rogue. Ông kết hôn với Elizabeth Molthrop.
Stark ở chức Thượng nghị sĩ chưa đầy 1 năm thì từ chức. Ngày 10 tháng 10 năm 1898, sau 36 năm rời Thượng viện, Benjamin Stark đã qua đời ở tuổi 78 tại New London, bang Connecticut.